# Somogyhatvan, Baranya
Somogyhatvan este un sat în districtul Szigetvár, județul Baranya, Ungaria, având o populație de 370 de locuitori (2011). 

## Demografie
Componența etnică a satului Somogyhatvan
     Maghiari (81,47%)
     Romi (16,18%)
     Necunoscut (1,47%)
     Germani (0,88%)
     Alții (1,47%)
Componența confesională a satului Somogyhatvan
     Fără religie (48,65%)
     Romano-catolici (21,08%)
     Reformați (8,65%)
     Necunoscută (21,62%)
Conform recensământului din 2011, satul Somogyhatvan avea 370 de locuitori. Din punct de vedere etnic, majoritatea locuitorilor (81,47%) erau maghiari, cu o minoritate de romi (16,18%). Apartenența etnică nu este cunoscută în cazul a 1,47% din locuitori. Nu există o religie majoritară, locuitorii fiind persoane fără religie (48,65%), romano-catolici (21,08%) și reformați (8,65%). Pentru 21,62% din locuitori nu este cunoscută apartenența confesională.